# Тизкар
Тизкар (шум. ti-iz-qar) — правитель шумерского города-государства Киш, упоминаемый в «Царском списке» как 19-й царь I династии Киша.
Сын и наследник Симуга. В «Царском списке» его царствованию, как и всем ранним шумерским царям, приписывается неправдоподобная длительность — 305 лет. Из того же источника его преемником считается Илькум.
| I династия Киша       |                |                  |
| Предшественник: Симуг | правитель Киша | Преемник: Илькум |